# الرابطة الإسلامية الهندية
الرابطة الإسلامية الهندية (يشار إليها عادة باسم الرابطة داخل ولاية كيرالا) هي حزب سياسي في الهند معترف بها من قبل لجنة الانتخابات في الهند كحزب دولة في ولاية كيرالا.
الحزب عضو رئيسي في الجبهة الديمقراطية المتحدة المعارضة، ويقود المؤتمر الوطني الهندي التحالف على مستوى الدولة في ولاية كيرالا. وحكمت الجبهة الديمقراطية المتحدة في كيرالا، وشارك قادة الحزب كوزراء مهمين في مجلس وزراء الولاية. ولطالما كان للحزب حضور دائم - وإن كان ضئيلاً - في البرلمان الهندي. الحزب أيضًا هو جزء من التحالف التقدمي المتحد على المستوى الوطني.
ويضم الحزب حاليًا أربعة أعضاء في البرلمان الهندي وعضو في مجلس الشيوخ، وتسعة عشر عضوًا في المجالس التشريعية لولاية كيرالا وولاية تاميل نادو.